# Distichostemon arnhemicus
Distichostemon arnhemicus là một loài thực vật có hoa trong họ Bồ hòn. Loài này được S.T.Reynolds mô tả khoa học đầu tiên năm 1984.